# 공학자
공학자(工學者, engineer)는 공학에 종사하는 사람을 의미하는데, 현실성, 규제, 안전, 비용에 의해 부과되는 제한을 고려하면서 목표와 요구사항을 충족할 수 있도록 기계, 체계, 구조, 물질을 발명, 설계, 분석, 제작, 실험(테스트)하는 사람을 말한다.
공학의 일에 자연과학적인 지식과 기술적인 지식을 가지고 과학자와 기술자 사이에 매개체가 되는 사람을 가리킨다. 공학자는 기술, 수학, 과학 지식을 사용하여 실용적인 문제를 해결한다. 공학자로 일하는 사람들은 보통 공학 분야에서 학위를 가지고 있다. 일반적으로 공학 과 수학 및 컴퓨터과학, 물리학 등 분야의 지식을 가지고 있으며, 공정 · 시스템 등을 설계 · 개발 · 생산한다.

## 같이 보기
- 유럽 공학자